# دوپای خراسانی
دوپای خراسانی (نام علمی: Dipus sagitta) پستانداری کوچک مانند موش است که شباهت بسیار به پامسواکی کوچک دارد ولی دارای موهای کف پا کوتاه‌تر و گوش کوچک‌تر است. در جمجمه نیز صندوق صماخ نسبت به پامسواکی تورم بسیار کمتری دارد.
زیستگاه این جانور مناطق خشک بیابانی و استپی است. در ایران در نواحی شمالی خراسان دیده می‌شود.
علاوه بر آن این جانور را می‌توان در چین، قزاقستان، مغولستان، روسیه، ترکمنستان و ازبکستان نیز یافت.